# Vireo atricapilla
El vireo cabecinegro (Vireo atricapilla), también denominado vireo gorrinegro o vireo gorra negra (en México) o vireo de capa negra, es una especie de ave paseriforme de la familia Vireonidae perteneciente al numeroso género Vireo. Es nativa de América del Norte.  

## Distribución y hábitat
Esta especie se reproduce en el centro sur de los Estados Unidos desde Kansas y el oeste de Oklahoma hacia el sur hasta Texas y en el norte de México (Coahuila, posiblemente también en el sur de Nuevo León y sur de Tamaulipas); migra hacia la pendiente del Pacífico de México (principalmente sur de Sinaloa y oeste de Durango hacia el sur hasta Colima).
Esta especie anida en matorrales caducifolios muy densos mantenidos por perturbaciones tales como incendios y en el ecotono bosque-pradera, donde ocurren con frecuencia robles Quercus, y matorrales de follaje denso (tales como  Dyosporus texana, Rhus virens y Sophora segundiflora). En el oeste de Texas ocurre en matorrales xerófilos. En México, se reproduce en elevaciones entre 1000 y 2000 m s. n. m. Inverna desde tierras bajas hasta altitudes de 1600 m, a menudo en matorrales caducifolios áridos y enmarañados arbustivos asociados con varios tipos de bosque.

## Estado de conservación
El vireo cabecinegro había sido calificado como vulnerable hasta el año 2017, pero actualmente se le califica como casi amenazado por la IUCN, debido a que su población total, estimada entre 10 000 y 20 000 individuos maduros, que se consideraba estar en rápido declinio debido a la pérdida de hábitat, puede haber parado de decaer.